# Pantnagar
Pantnagar (Hindi पंतनगर) ist eine Kleinstadt mit ungefähr 10.000 Einwohnern im Südosten des indischen Bundesstaates Uttarakhand im Distrikt Udham Singh Nagar. Die Stadt ist Sitz einer Agraruniversität.

## Lage und Klima
Pantnagar liegt in der fruchtbaren Terai-Region ca. 15 km (Fahrtstrecke) nordöstlich der Großstadt Rudrapur in einer Höhe von ca. 240 m. Das Klima ist meist schwülwarm; der reichliche Regen (ca. 1250 mm/Jahr) fällt überwiegend in der sommerlichen Monsunzeit.

## Wirtschaft
Hauptanbauprodukte der Region sind Weizen, Reis und andere Feldfrüchte. Die im Jahr 1960 gegründete Agraruniversität hat wesentliche Beiträge zur Entwicklung der indischen Agrarwirtschaft geleistet. Die Kleinstadt hat einen Bahnhof und einen nur etwa 3 km entfernten nationalen Flughafen.